# Ministère de l'Agriculture et des Forêts (Turquie)
Le ministère de l'Agriculture et des Forêts de la république de Turquie est un ministère qui a la charge de l'alimentation, de l'agriculture et de l'élevage en Turquie.

## Historique
Le ministère s'appelait jusqu'au 29 juin 2011 ministère de l'Agriculture et des Affaires rurales (en turc Tarım ve Köyişleri Bakanlığı), puis ministère de l'Alimentation, de l'Agriculture et de l'Élevage (en turc Gıda, Tarım ve Hayvancılık Bakanlığı) de 2011 à 2018.

## Structures rattachées
- Conseil des Hauts-Commissaires (Yüksek Komiserler Kurulu)chargé du contrôle des courses hippiques et du pari mutuel en Turquie ;
- Direction de la ferme forestière d'Atatürk (Atatürk Orman Çiftliği Müdürlüğü).

## Structures liées
- Direction générale de l'exploitation du thé (Çay İşletmeleri Genel Müdürlüğü) ;
- Direction générale de l'institut de la viande et du lait (Et ve Süt Kurumu Genel Müdürlüğü) ;
- Direction générale de l’exploitation agricole (Tarım İşletmeleri Genel Müdürlüğü) ;
- Institut du soutien au développement agricole et rural (Tarım ve Kırsal Kalkınmayı Destekleme Kurumu) ;
- Direction générale de l’office des récoltes (Toprak Mahsulleri Ofisi Genel Müdürlüğü) ;
- Institut de régulation du marché du tabac et de l'alcool (Tütün ve Alkol Piyasası Düzenleme Kurumu).